# Salsiera

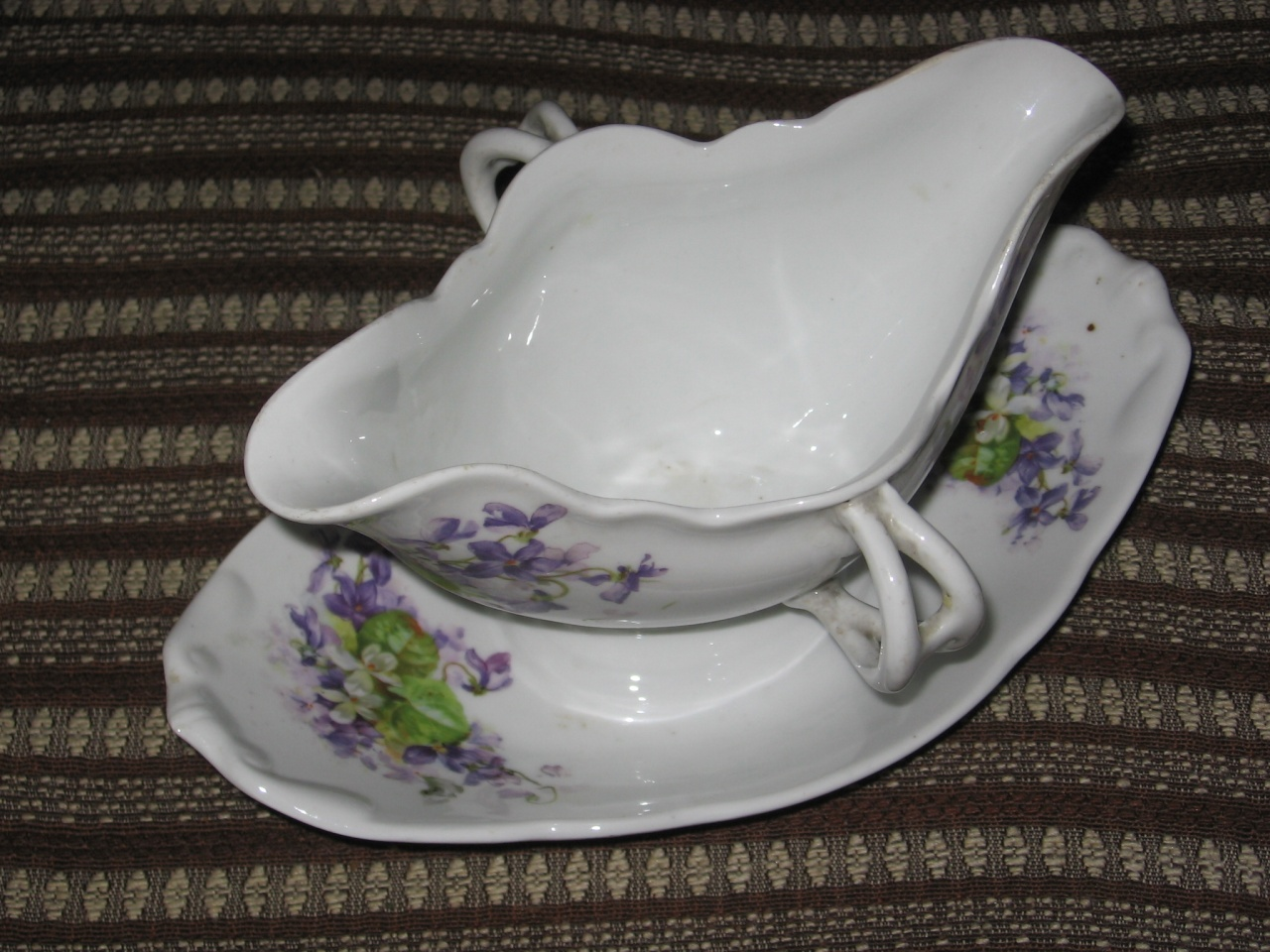
Salsiera in porcellana

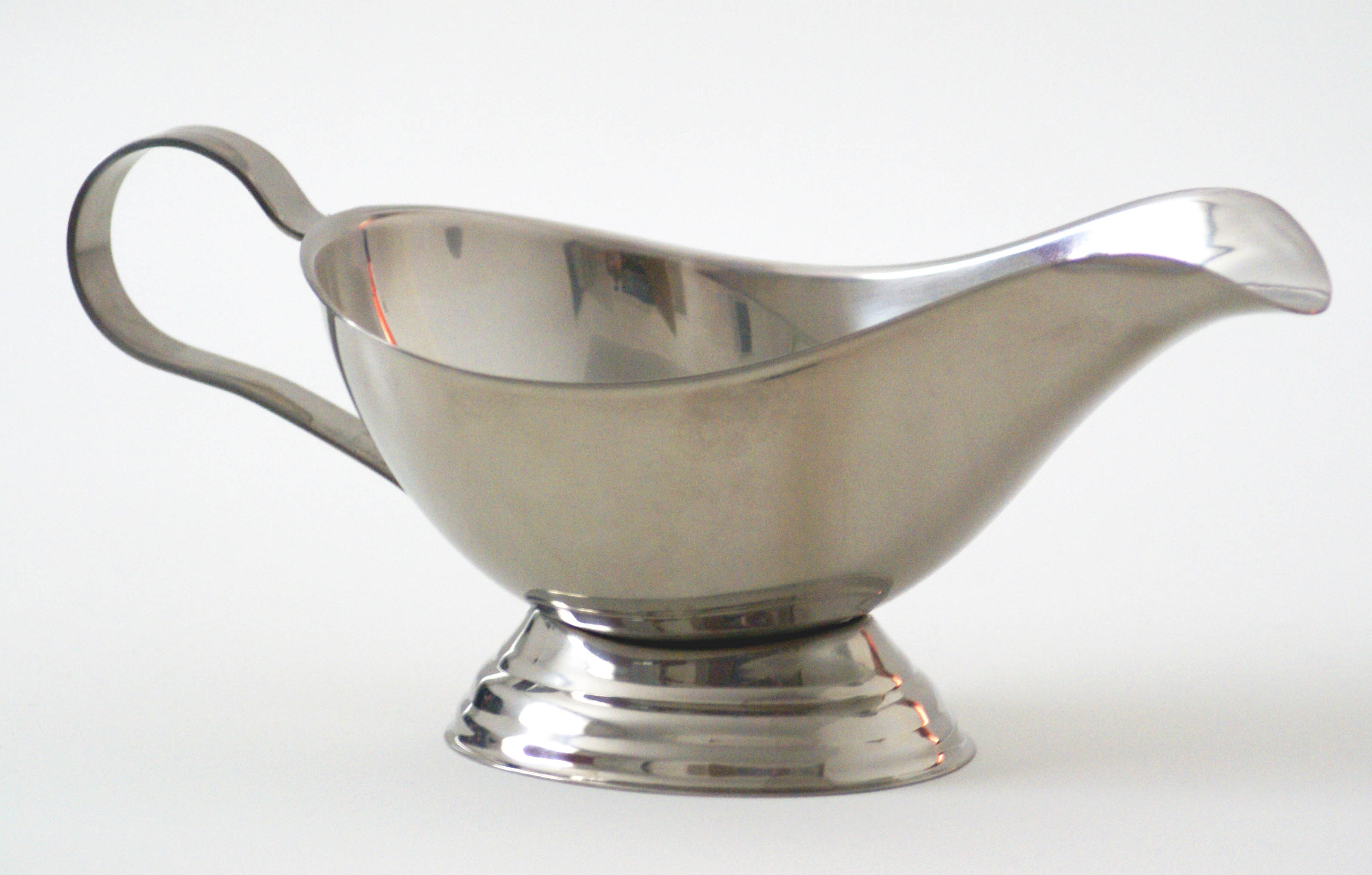
Salsiera in metallo

La salsiera è un contenitore usato in cucina per portare in tavola le salse. La salsiera classica ha forma ovale e panciuta con un becco molto pronunciato, piccole dimensioni, uno o due manici che permettono di reggerla saldamente senza scottarsi le mani (in caso di salse calde), a volte un piatto di forma ovale che può essere staccato o unito alla base.
Il materiale d'elezione è la ceramica anche se ve ne sono in acciaio inox; quelle preziose sono in porcellana o in argento.
Se è un pezzo che fa parte del servizio da tavola, riporta colori, forme e decorazione in accordo con le altre stoviglie.

## Storia
La salsiera nasce nel XIII secolo quando erano molto usate le salse come accompagnamento di carne e pesce. 
Oggi è  un oggetto poco usato sulla tavola di tutti i giorni, compare solo nelle apparecchiature formali o eleganti, accompagnato dall'apposito mestolino da salsa, detto "coppino", che ha un piccolo beccuccio su un lato per versare senza sgocciolare.